# 제퍼슨강

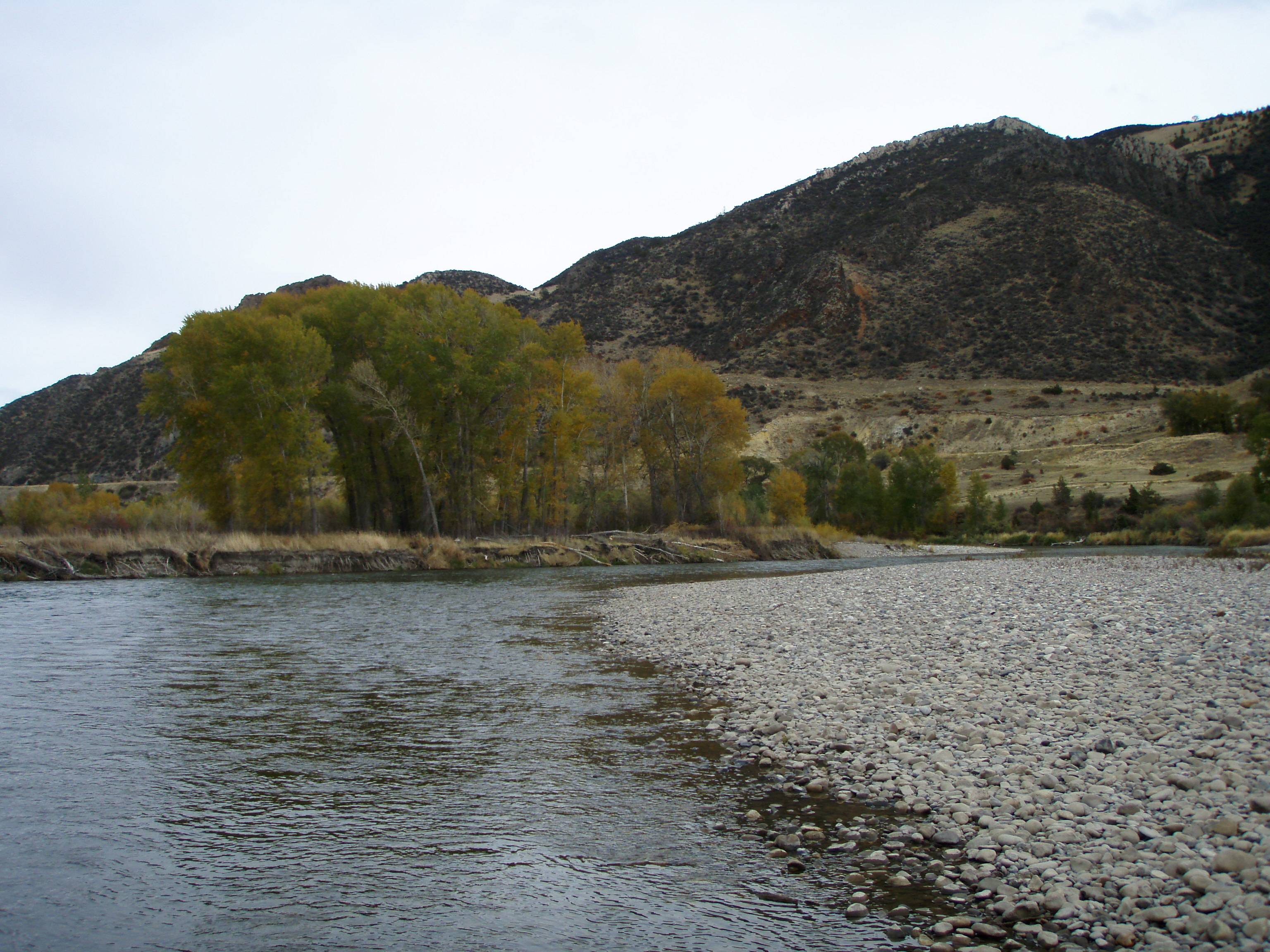
제퍼슨 강

제퍼슨강(Jefferson River)은 미주리 강의 지류로 길이는 약 124 km이다. 매디슨 강과 합류하여 미주리 강이 된다. 두 강의 합류점 1km 하류에서 갤러틴 강이 합류한다.